# Grundwerte der Europäischen Union
Die Grundwerte der Europäischen Union sind in Art. 2 des Vertrages über die Europäische Union (EUV) verankert. Sie sind: Menschenwürde, Freiheit, Demokratie, Gleichheit, Rechtsstaatlichkeit und die Wahrung der Menschenrechte einschließlich der Minderheitenrechte.
Die Achtung dieser Werte und der Einsatz für ihre Förderung sind laut Art. 49 EUV die Voraussetzung für den Beitritt eines europäischen Staates zur EU.

## Wertekanon seit 1. Dezember 2009
Artikel 2 EUV in der Fassung des Vertrags von Lissabon legt fest:
Darauf aufbauend wird in Art. 3 EUV als Ziel der Europäischen Union definiert, den Frieden, die Werte der Union und das Wohlergehen ihrer Völker zu fördern. Ergänzend sind in Art. 6 EUV die Grundrechte der Europäischen Union festgelegt.
Nach Art. 7 EUV kann eine Verletzung der Werte der Europäischen Union mit der Suspendierung der EU-Mitgliedschaft geahndet werden. Diese Maßnahme wurde erstmals im September 2018 seitens des Europäischen Parlaments gegen die Regierung von Ungarn in Gang gesetzt.
Artikel 7 Absatz 1: Besteht also eindeutige Gefahr einer schwerwiegenden Verletzung der in Artikel 2 EUV genannten Werte, in diesem Fall eine Gefährdung der Rechtsstaatlichkeit, findet eine Anhörung des betroffenen Mitgliedsstaats im EU-Rat statt. Folgt dann eine Zustimmung des Europäischen Parlaments mit einer zwei Drittel Mehrheit der gegebenen Stimmen, kommt der Beschluss des Rates zur Feststellung einer eindeutigen Missachtung der EU-Werte und eine Empfehlung des Rates zu Handlungsmaßnahmen. 
Artikel 7 Absatz 2 und 3: Das Sanktionsverfahren tritt in Kraft beim eindeutigen Vorliegen einer schweren und anhaltenden Verletzung der in Artikel 2 EUV genannten Werte. Der Vorschlag kann entweder von ein Drittel der Mitgliedsstaaten aufkommen oder von der Europäischen Kommission, worauf eine Stellungnahme des betroffenen Mitgliedsstaats folgt. Stimmt das Europäische Parlament zu, kann der Europäische Rat einstimmig, ohne den Mitgliedsstaat, eine schwerwiegende anhaltende Verletzung feststellen und spricht eine Rechtsstaatlichkeitsempfehlung aus, worin der betroffene Staat aufgefordert wird, die Probleme innerhalb einer bestimmten Frist zu lösen. Ist keine Veränderung erkennbar, folgt Artikel 7 Absatz 3 EUV, wodurch dem Mitgliedsstaat Rechte der Mitgliedschaft entzogen werden können, wie beispielsweise das Stimmrecht, oder auch Sanktionen verhängt werden.
Die Werte des Art. 2 EUV sind aus sich heraus nicht abschließend definierbar. Vielmehr werden sie beschrieben als „offen […] für das Einströmen sich wandelnder staats- und verfassungstheoretischer Vorstellungen und damit auch für verschiedenartige Konkretisierungen, ohne sich dabei indessen inhaltlich völlig zu verändern, d. h. ihre Kontinuität zu verlieren, und zu einer bloßen Leerformel herabzusinken“.
Der Art. 2 EUV verdeutlicht die Vorstellung der Europäischen Union als Wertegemeinschaft, also nicht etwa nur als Wirtschaftsgemeinschaft. Allerdings lässt sich aus dem EUV nicht schließen, dass ein eindeutiger Wertekanon für Europa existiere. So werden als Ursprung der Werte, welche die Europäer verbinden, beispielsweise auch die griechische Philosophie, das römische Recht und das Christentum genannt, und auch „die Motive der Französischen Revolution, also Freiheit, Gleichheit und Brüderlichkeit, das System der parlamentarischen Demokratie, die soziale Marktwirtschaft und außerdem die Verantwortung des Menschen für seinen Nächsten und die Umwelt“ als Werte genannt.
In der Berliner Erklärung, welche die 27 Staats- und Regierungschefs am 25. März 2007 auf einem EU-Gipfeltreffen anlässlich der 50-Jahr-Feier der EU unterzeichneten, wurde die Bedeutung der EU als Wertegemeinschaft erneut hervorgehoben.
Das Europäische Parlament wies 2015 in seiner Entschließung vom 10. Juni 2015 zur Lage in Ungarn darauf hin, „dass die Todesstrafe nicht mit den Werten der Achtung der Menschenwürde, der Freiheit, der Demokratie, der Gleichheit, der Rechtsstaatlichkeit und der Wahrung der Menschenrechte, auf die sich die Union gründet, vereinbar ist und dass folglich ein Mitgliedstaat, der die Todesstrafe wieder einführen würde, gegen die Verträge und die Charta der Grundrechte der EU verstoßen würde“ und erinnerte in diesem Zusammenhang daran, „dass eine schwerwiegende Verletzung der in Artikel 2 EUV verankerten Werte durch einen Mitgliedstaat die Einleitung des Verfahrens nach Artikel 7 auslösen würde.“ Alle EU-Mitgliedstaaten sind Unterzeichner des 13. Zusatzprotokolls zur Europäischen Menschenrechtskonvention (EMRK) vom 3. Mai 2002, welches – in engerer Festlegung als Art. 2 EMRK und als im 6. Zusatzprotokoll zur EMRK, das die Todesstrafe auf Kriegszeiten beschränkt – ein ausnahmsloses Verbot der Todesstrafe sowohl in Friedenszeiten als auch für Kriegszeiten festlegt. (Siehe auch: Internationale und europäische Rechtslage zur Todesstrafe.) 
Die Oppositionspartei Fidesz ging 2010 mit der Christlich Demokratischen Volkspartei in den Regierungswechsel, und ein Jahr nach Antreten der Amtszeit konnten sie mit absoluter Mehrheit eine neue Verfassung verabschieden. Anstelle von Freiheit, Gleichheit und Demokratie folgte dort die Bezeichnung einer ethnisch definierten Kulturnation. Außerdem wurde das Auswahlverfahren im Verfassungsgericht verändert, so dass die Regierungspartei die Richter ein- und absetzen konnte, wie es für sie am vorteilhaftesten war. 2013 war das Verfassungsgericht fast vollständig entmachtet durch eine veränderte Zusammensetzung und Zuständigkeit, beispielsweise konnte es keine finanziellen Ausgaben mehr überprüfen. Zusätzlich wurde das Renteneinstiegsalter der Richter herabgesetzt von 70 auf 62, um ältere Richter wegzudrängen. Letztendlich kann dann der Präsident entscheiden, welcher Richter welchen Fall bekommt, wodurch die Judikative vollständig von der Legislative beherrscht wird. Zusätzlich wurde aber auch die Medienfreiheit durch die Regierung bedroht, da Journalisten mit kritischer Meinung zahlreichen Angriffen durch die Politik ausgesetzt waren. Damit wurde zusätzlich die Meinungsfreiheit und der Pluralismus der Bevölkerung Ungarns eingeschränkt, was eine eindeutige Verletzung des Rechtsstaatsprinzips darstellt. Der EU gelang es nicht, die Probleme einzudämmen. Zwar wurde Artikel 7 in Gang gebracht, jedoch konnte der Rat die nötige Mehrheit nicht aufbringen. Schließlich, im Juli 2021, forderten Mitglieder des Rates die Kommission auf, Gelder Ungarns zu streichen, um gegen die Vorgänge, die dort herrschen, vorzugehen. 
Anfang 2016 eröffnete die EU-Kommission ein Verfahren gegen Polen wegen möglicher Verletzungen der Rechtsstaatlichkeit, wobei dies das erste und bisher (Stand: 2017) einzige Verfahren der Kommission aus diesem Grunde darstellt. Die Kommission verwies insbesondere auf die Reformen am Verfassungsgericht. Im Juli 2017 kündigte Frans Timmermans, Vizepräsident der Kommission, Strafmaßnahmen gegen Polen an und schloss auch ein Verfahren nach Artikel 7 EUV nicht aus, wodurch Polen bei schwerwiegender und anhaltender Verletzung der Grundwerte die Stimmrechte als EU-Mitgliedstaat entzogen werden könnten.
Die Europäische Kommission sieht seit 2016 die Gefahr einer schwerwiegenden Verletzung der Rechtsstaatlichkeit in Polen. Nach Artikel 7 Absatz 1 wurde der Versuch eines Dialogs aufgenommen, und am 16. Mai 2017 wurde der Europäische Rat über die Vorgänge informiert. Mit einer Mehrheit von 80 Prozent der Mitglieder kann dieser feststellen, dass eine eindeutige Verletzung der in Artikel 2 genannten Werte besteht. Der Grund für die Vorwürfe ist, dass Polen 13 Gesetze verabschiedete für die Aufhebung der Justizsysteme, was bedeutet, die Exekutive und Legislative können Einfluss auf die Judikative ausüben. Bedenken gibt es gegen das Gesetz über die Einsetzung des Pensionsalters der Geschlechter (60 für Frauen, 65 für Männer). Es verstößt gegen Artikel 157, die Gleichbehandlung von Männern und Frauen. Neben der Kontrolle über die Justiz greift die polnische Regierung auch in die Pressefreiheit und Meinungsfreiheit ein. Das äußert sich in zahlreichen Manipulations- und Bestechungsversuchen gegenüber polnischen Medien. Aufgrund dieser Umstände gab die Kommission vier Empfehlungen ab und leitete das Vertragsverletzungsverfahren ein. Die Maßnahmen, die gefordert werden, sind Gesetzesänderungen und die Sicherstellung der Unabhängigkeit der Gerichte. Eine Verletzung des Rechtsstaatsprinzips hat Einfluss auf alle Mitgliedsstaaten und die Union, da die Wahrung der Unabhängigkeit der Justiz ein Grundbaustein für die Demokratie ist.

## Frühere Fassungen
Mit dem Vertrag von Maastricht wurde am 7. Februar 1992 der Vertrag über die Europäische Union abgeschlossen. In diesem Vertrag war von allen heutigen Grundwerten der EU lediglich die Achtung der Grund- und Menschenrechte als normative Vorschrift verankert. Der Grundsatz der Rechtsstaatlichkeit hingegen war vom Europäischen Gerichtshof – abgeleitet von der gemeinsamen Verfassungsüberlieferung aller Mitgliedstaaten – auf dem Wege der Rechtsprechung auf die Europäische Union übertragen worden. Dieser Grundsatz wurde dann zusammen mit den Grundsätzen von Demokratie und Freiheit explizit in das normative Recht des am 18. Juni 1997 beschlossenen Vertrages von Amsterdam aufgenommen, als in Artikel 6 (1) dieses Vertrages vereinbart wurde:
Dieser Wortlaut blieb im Vertrag von Nizza unverändert und wurde durch den Vertrag von Lissabon auf die heutige Fassung geändert.

## Verstöße gegen die Grundwerte
Wenn in einem EU-Mitgliedstaat der in Artikel 2 EUV verankerte Wert der Union verletzt wird und die wirtschaftliche Führung des Haushalts der Union oder den Schutz ihrer finanziellen Interessen hinreichend unmittelbar beeinträchtigen oder ernsthaft zu beeinträchtigen drohen, kann der Rat der Europäischen Union nach der Verordnung (EU, Euratom) 2020/2092 finanzielle Sanktionen gegen den Mitgliedstaat beschließen.